# Козловский, Иван Семёнович Меньшой
Князь Иван Семёнович Козловский Меньшой — опричник, стрелецкий голова и окольничий во времена правления Ивана IV Васильевича Грозного.
Из княжеского рода Козловские. Сын князя Семёна Фёдоровича Козловского, упомянутого головой в 1548 году Нижнем Новгороде и в Казанском походе в 1549 году. Имел братьев: Ивана Семёновича Большого и опричника Юрия Семёновича.

## Биография
Упомянут стрелецким головою. В 1554 году послан с князем Телятьевским на бунтующие Арские места и казанские народы, и за этот поход пожалован серебром (Ноугородкой). В мае 1565 года второй голова Передового полка при боярине Шереметьеве, на берегу Оки в связи с крымской угрозою. В октябре 1571 года на бракосочетании царя Ивана Грозного с Марфой Васильевной Собакиной стоял у государева изголовья. В апреле 1573 году на свадьбе короля Арцымагнуса и дочери двоюродного брата царя князя Владимира Андреевича — княжны Марии Владимировны был семнадцатым в свадебном поезде. В этом же году вместо окольничего ехал перед Государём в Новгородском походе и походе на Лифляндию. В 1580 году послан от Государя с поручением к князьям Голицыну и Туренину.
По родословной росписи показан бездетным.